# Чемпионат СССР по боксу 1951
17-й Чемпионат СССР по боксу проходил 24 июня — 1 июля 1951 года в Донецке (Украинская ССР).

## Медалисты
| Весовая категория                   | Золото                                     | Серебро                                         | Бронза                                         |
| ----------------------------------- | ------------------------------------------ | ----------------------------------------------- | ---------------------------------------------- |
| Наилегчайший вес (до 51 кг)         | Анатолий Булаков «Динамо» (Москва)         | Борис Степанов Вооружённые силы (Москва)        | Рашид Усманов «Крылья Советов» (Астрахань)     |
| Легчайший вес (до 54 кг)            | Геннадий Гарбузов «Динамо» (Москва)        | Виктор Клубничкин «Спартак» (Свердловск)        | Владимир Енгибарян «Трудовые резервы» (Ереван) |
| Полулегкий вес (до 57 кг)           | Юрий Соколов Вооружённые силы (Москва)     | Владимир Яковлев «Динамо» (Челябинск)           | Анатолий Буланов Вооружённые силы (Киев)       |
| Лёгкий вес (до 60 кг)               | Анатолий Грейнер Вооружённые силы (Москва) | Закарья Мигеров «Спартак» (Иркутск)             | В. Мазеляускас «Жальгирис» (Каунас)            |
| Первый полусредний вес (до 63,5 кг) | Герман Лободин «Искра» (Ленинград)         | Александр Чеботарёв «Трудовые резервы» (Москва) | Анвар Хайрутдинов Вооружённые силы (Ташкент)   |
| Второй полусредний вес (до 67 кг)   | Сергей Щербаков «Пищевик» (Москва)         | Глеб Толстиков Вооружённые силы (Москва)        | В. Чернов «Химик» (Кемерово)                   |
| Первый средний вес (до 71 кг)       | Борис Тишин «Крылья Советов» (Москва)      | А. Кочуевский Вооружённые силы (Москва)         | Роман Каристэ «Динамо» (Таллин)                |
| Второй средний вес (до 75 кг)       | Борис Назаренко Вооружённые силы (Москва)  | Виктор Лукьянов «Крылья Советов» (Москва)       | Борис Сильчев «Трудовые резервы» (Москва)      |
| Полутяжёлый вес (до 81 кг)          | Юрий Егоров «Трудовые резервы» (Москва)    | Геннадий Степанов «Динамо» (Москва)             | А. Кочетков Вооружённые силы (РСФСР)           |
| Тяжёлый вес (свыше 81 кг)           | Альгирдас Шоцикас «Жальгирис» (Каунас)     | Николай Королёв «Пищевик» (Москва)              | В. Катаев «Спартак» (Кемерово)                 |